# Shadows Are Security
Shadows Are Security è il terzo album in studio del gruppo musicale statunitense As I Lay Dying, pubblicato il 14 giugno 2005 dalla Metal Blade Records.
È stato prodotto dal cantante Tim Lambesis e dal chitarrista Phil Sgrosso insieme a Steve Russel. Il 23 giugno 2005 venne pubblicata anche un'edizione speciale dell'album, con un DVD bonus contenente la registrazione del concerto al Substage Club di Karlsruhe, Germania, del 28 novembre 2004.
È l'album di maggiore successo della band, capace di raggiungere la 35ª posizione della Billboard 200.

## Tracce
1. Meaning in Tragedy – 3:13
2. Confined – 3:12
3. Losing Sight – 3:24
4. The Darkest Nights – 3:52
5. Empty Hearts – 2:49
6. Reflection – 3:12
7. Repeating Yesterday – 4:02
8. Through Struggle – 3:58
9. The Truth of My Perception – 3:06
10. Control Is Dead (feat. Dan Weyandt) – 2:57
11. Morning Waits – 3:56
12. Illusions – 5:47

Tracce del DVD bonus dell'edizione limitata
1. Falling upon Deaf Ears
2. 94 Hours
3. A Thousand Steps
4. Elegy
5. Reflection
6. Distance Is Darkness
7. Collision

## Formazione
- Tim Lambesis – voce death
- Nick Hipa – chitarra
- Phil Sgrosso – chitarra
- Clint Norris – basso, voce melodica
- Jordan Mancino – batteria

## Classifiche
| Classifica (2005)      | Posizione massima |
| ---------------------- | ----------------- |
| The Billboard 200      | 35                |
| Top Independent Albums | 1                 |